# Classique féminine de Navarre 2021
La 3e édition de la Classique féminine de Navarre a eu lieu le 14 mai 2021. La course fait partie du calendrier international féminin UCI 2021 en catégorie 1.1. Elle est remportée par la Cubaine Arlenis Sierra.

## Équipes
| UCI Women's WorldTeams (8)- Alé BTC Ljubljana - Team BikeExchange - Canyon-SRAM Racing - FDJ-Nouvelle Aquitaine-Futuroscope - Liv Racing - Movistar Team - SD Worx - Trek-Segafredo Équipes féminines continentales (18)- A.R. Monex - BePink - Ceratizit-WNT Pro Cycling - Cogeas-Mettler-Look Pro Cycling Team - Doltcini-Van Eyck Sport-Proximus - Eneicat-RBH Global-Martin Villa - Farto-BTC - Instafund Racing - Laboral Kutxa-Fundacion Euskadi - Lviv Cycling Team - Macogep Tornatech Girondins de Bordeaux - Massi Tactic - Rally - Río Miera-Cantabria Deporte - Sopela - Stade Rochelais Charente-Maritime Women Cycling - Top Girls Fassa Bortolo - Valcar-Travel & Service Équipe féminine amateur- Vipeq Équipe régionale et de club- Centre mondial du Cyclisme |
| |

## Récit de la course
La côte de Tirapu, à cinquante kilomètres de l'arrivée, provoque une première sélection. Plusieurs coureuses tentent après de sortir : Elise Chabbey, Cecilie Uttrup Ludwig, Ashleigh Moolman ou Annemiek van Vleuten. Ce n'est que Soraya Paladin qui parvient à obtenir un écart significatif avec une vingtaine de secondes. Ella Harris tente de partir en chasse, mais Kathrin Hammes la marque. À vingt-huit kilomètres de l'arrivée, Marta Bastianelli et Rachel Langdon parviennent à revenir sur Paladin. Canyon-SRAM mène le peloton et provoque un regroupement. Grace Brown attaque ensuite. Uttrup Ludwig et Niamh Fisher-Black la rejoignent. La Movistar les reprend à douze kilomètres de l'arrivée dans une ascension. Annemiek van Vleuten contre, Ashleigh Moolman et Elisa Longo Borghini la suivent, tout comme Marta Cavalli plus loin. Fisher-Black profite d'une nouvelle difficulté pour revenir. Au même moment, Ashleigh Moolman attaque, mais le groupe se reforme en haut de la côte. Derrière, Lucinda Brand sort à son tour du peloton. Elise Chabbey mène le peloton et provoque un regroupement au kilomètre. Elisa Longo Borghini et Mavi Garcia accélèrent, imitées ensuite par Van Vleuten. Cette dernière semble partie pour la victoire, mais Arlenis Sierra et Ruth Winder la rejoignent. Arlenis Sierra s'impose dans le sprint du trio.

## Classements

### Classement final
| \| Classement général \| Classement général \| Classement général \| Classement général \| Classement général \| \| Coureuse \| Coureuse \| Pays \| Équipe \| Temps \| \| ------------------ \| ----------------------- \| ------------------ \| ---------------------------------- \| ------------------ \| \| 1re \| Arlenis Sierra \| Cuba \| A.R. Monex Women's \| 3 h 16 min 59 s \| \| 2e \| Ruth Edwards \| États-Unis \| Trek-Segafredo \| + 0 s \| \| 3e \| Annemiek van Vleuten \| Pays-Bas \| Movistar Team \| + 0 s \| \| 4e \| Grace Brown \| Australie \| Team BikeExchange \| + 6 s \| \| 5e \| Demi Vollering \| Pays-Bas \| SD Worx \| + 6 s \| \| 6e \| Marta Cavalli \| Italie \| FDJ-Nouvelle Aquitaine-Futuroscope \| + 6 s \| \| 7e \| Emilia Fahlin \| Suède \| FDJ-Nouvelle Aquitaine-Futuroscope \| + 6 s \| \| 8e \| Sofia Bertizzolo \| Italie \| Liv Racing \| + 6 s \| \| 9e \| Hannah Barnes \| Royaume-Uni \| Canyon-SRAM Racing \| + 6 s \| \| 10e \| Kristabel Doebel-Hickok \| États-Unis \| Rally Cycling \| + 6 s \| |                         |             |                                    |                 |
| |                         |             |                                    |                 |
| Sources : ProCyclingStats Cycling Quotient |                         |             |                                    |                 |
| Classement général |                         |             |                                    |                 |
| Coureuse | Coureuse                | Pays        | Équipe                             | Temps           |
| 1re | Arlenis Sierra          | Cuba        | A.R. Monex Women's                 | 3 h 16 min 59 s |
| 2e | Ruth Edwards            | États-Unis  | Trek-Segafredo                     | + 0 s           |
| 3e | Annemiek van Vleuten    | Pays-Bas    | Movistar Team                      | + 0 s           |
| 4e | Grace Brown             | Australie   | Team BikeExchange                  | + 6 s           |
| 5e | Demi Vollering          | Pays-Bas    | SD Worx                            | + 6 s           |
| 6e | Marta Cavalli           | Italie      | FDJ-Nouvelle Aquitaine-Futuroscope | + 6 s           |
| 7e | Emilia Fahlin           | Suède       | FDJ-Nouvelle Aquitaine-Futuroscope | + 6 s           |
| 8e | Sofia Bertizzolo        | Italie      | Liv Racing                         | + 6 s           |
| 9e | Hannah Barnes           | Royaume-Uni | Canyon-SRAM Racing                 | + 6 s           |
| 10e | Kristabel Doebel-Hickok | États-Unis  | Rally Cycling                      | + 6 s           |

### Points UCI
| Position           | 1er | 2e | 3e | 4e | 5e | 6e | 7e | 8e | 9e | 10e | 11e | 12e | 13e à 15e | 16e à 25e |
| Classement général | 125 | 85 | 70 | 60 | 50 | 40 | 35 | 30 | 25 | 20  | 15  | 10  | 5         | 3         |

## Liste des participantes
| Movistar Team MOV | Movistar Team MOV                  | Movistar Team MOV |
| ----------------- | ---------------------------------- | ----------------- |
| Num               | Coureuse                           | Pos               |
| 1                 | Annemiek van Vleuten (NED) (route) | 3e                |
| 2                 | Jelena Erić (SRB)                  | 69e               |
| 3                 | Alicia González (ESP)              | 94e               |
| 4                 | Sheyla Gutiérrez (ESP)             | 65e               |
| 5                 | Sara Martín (ESP)                  | 87e               |
| 6                 | Lourdes Oyarbide (ESP)             | 68e               |

| Team BikeExchange BEX | Team BikeExchange BEX   | Team BikeExchange BEX |
| --------------------- | ----------------------- | --------------------- |
| Num                   | Coureuse                | Pos                   |
| 11                    | Grace Brown (AUS)       | 4e                    |
| 12                    | Sarah Roy (AUS) (route) | 40e                   |
| 13                    | Moniek Tenniglo (NED)   | 105e                  |
| 14                    | Arianna Fidanza (ITA)   | 63e                   |
| 15                    | Teniel Campbell (TTO)   | 93e                   |
| 16                    | Jessica Allen (AUS)     | 95e                   |

| SD Worx SDW | SD Worx SDW              | SD Worx SDW |
| ----------- | ------------------------ | ----------- |
| Num         | Coureuse                 | Pos         |
| 21          | Demi Vollering (NED)     | 5e          |
| 22          | Anna Shackley (GBR)      | 23e         |
| 23          | Elena Cecchini (ITA)     | 60e         |
| 24          | Niamh Fisher-Black (NZL) | 13e         |
| 25          | Ashleigh Moolman (RSA)   | 21e         |
| 26          | Karol-Ann Canuel (CAN)   | 41e         |

| Trek-Segafredo TFS | Trek-Segafredo TFS                 | Trek-Segafredo TFS |
| ------------------ | ---------------------------------- | ------------------ |
| Num                | Coureuse                           | Pos                |
| 31                 | Lucinda Brand (NED)                | 14e                |
| 32                 | Amalie Dideriksen (DEN)            | 81e                |
| 33                 | Lauretta Hanson (AUS)              | 43e                |
| 34                 | Elisa Longo Borghini (ITA) (route) | 29e                |
| 35                 | Tayler Wiles (USA)                 | 70e                |
| 36                 | Ruth Edwards (USA)                 | 2e                 |

| Alé BTC Ljubljana ALE | Alé BTC Ljubljana ALE     | Alé BTC Ljubljana ALE |
| --------------------- | ------------------------- | --------------------- |
| Num                   | Coureuse                  | Pos                   |
| 41                    | Mavi García (ESP) (route) | 24e                   |
| 42                    | Tatiana Guderzo (ITA)     | 101e                  |
| 43                    | Sophie Wright (GBR)       | 58e                   |
| 44                    | Laura Tomasi (ITA)        | 100e                  |
| 45                    | Anastasia Chursina (RUS)  | 85e                   |
| 46                    | Marta Bastianelli (ITA)   | 51e                   |

| FDJ-Nouvelle Aquitaine-Futuroscope FDJ | FDJ-Nouvelle Aquitaine-Futuroscope FDJ | FDJ-Nouvelle Aquitaine-Futuroscope FDJ |
| -------------------------------------- | -------------------------------------- | -------------------------------------- |
| Num                                    | Coureuse                               | Pos                                    |
| 51                                     | Marta Cavalli (ITA)                    | 6e                                     |
| 52                                     | Clara Copponi (FRA)                    | 83e                                    |
| 53                                     | Eugénie Duval (FRA)                    | 39e                                    |
| 54                                     | Emilia Fahlin (SWE)                    | 7e                                     |
| 55                                     | Cecilie Uttrup Ludwig (DEN)            | 28e                                    |
| 56                                     | Victorie Guilman (FRA)                 | 92e                                    |

| Ceratizit-WNT Pro Cycling WNT | Ceratizit-WNT Pro Cycling WNT | Ceratizit-WNT Pro Cycling WNT |
| ----------------------------- | ----------------------------- | ----------------------------- |
| Num                           | Coureuse                      | Pos                           |
| 61                            | Erica Magnaldi (ITA)          | 19e                           |
| 62                            | Marta Lach (POL) (route)      | 30e                           |
| 63                            | Kathrin Hammes (GER)          | 37e                           |
| 64                            | Laura Asencio (FRA)           | 91e                           |
| 65                            | Sarah Rijkes (AUT)            | AB                            |
| 66                            | Lara Vieceli (ITA)            | 57e                           |

| Bepink BPK | Bepink BPK              | Bepink BPK |
| ---------- | ----------------------- | ---------- |
| Num        | Coureuse                | Pos        |
| 71         | Silvia Zanardi (ITA)    | 86e        |
| 72         | Matilde Vitillo (ITA)   | 114e       |
| 73         | Vania Canvelli (ITA)    | 120e       |
| 74         | Nora Jenčušová (SVK)    | AB         |
| 75         | Nadia Quagliotto (ITA)  | 59e        |
| 76         | Michaela Drummond (NZL) | 119e       |

| Valcar-Travel & Service VAL | Valcar-Travel & Service VAL | Valcar-Travel & Service VAL |
| --------------------------- | --------------------------- | --------------------------- |
| Num                         | Coureuse                    | Pos                         |
| 91                          | Alice Maria Arzuffi (ITA)   | 62e                         |
| 92                          | Silvia Magri (ITA)          | 48e                         |
| 93                          | Ilaria Sanguineti (ITA)     | 47e                         |
| 94                          | Federica Piergiovanni (ITA) | 31e                         |
| 95                          | Margaux Vigié (FRA)         | 82e                         |
| 96                          | Elena Pirrone (ITA)         | 113e                        |

| Canyon-SRAM Racing CSR | Canyon-SRAM Racing CSR      | Canyon-SRAM Racing CSR |
| ---------------------- | --------------------------- | ---------------------- |
| Num                    | Coureuse                    | Pos                    |
| 101                    | Ella Harris (NZL)           | 66e                    |
| 102                    | Hannah Barnes (GBR)         | 9e                     |
| 103                    | Tiffany Cromwell (AUS)      | 26e                    |
| 104                    | Elise Chabbey (SUI) (route) | 25e                    |
| 105                    | Mikayla Harvey (NZL)        | 46e                    |
| 106                    | Omer Shapira (ISR) (route)  | 44e                    |

| A.R. Monex Women's ASA | A.R. Monex Women's ASA  | A.R. Monex Women's ASA |
| ---------------------- | ----------------------- | ---------------------- |
| Num                    | Coureuse                | Pos                    |
| 111                    | Eider Merino (ESP)      | 22e                    |
| 113                    | Mariia Miliaeva (RUS)   | 106e                   |
| 114                    | Arlenis Sierra (CUB)    | 1re                    |
| 115                    | Ariadna Gutiérrez (MEX) | 38e                    |
| 116                    | Andrea Ramírez (MEX)    | 96e                    |

| Macogep Tornatech MTG | Macogep Tornatech MTG   | Macogep Tornatech MTG |
| --------------------- | ----------------------- | --------------------- |
| Num                   | Coureuse                | Pos                   |
| 121                   | Kerry Jonker (RSA)      | AB                    |
| 122                   | Morgane Coston (FRA)    | 73e                   |
| 123                   | Luce Bourbeau (CAN)     | 80e                   |
| 124                   | Callie Swan (CAN)       | AB                    |
| 125                   | Balladyne Tritsch (FRA) | AB                    |
| 126                   | Lucie Liboreau (FRA)    | 108e                  |

| Top Girls Fassa Bortolo TOP | Top Girls Fassa Bortolo TOP | Top Girls Fassa Bortolo TOP |
| --------------------------- | --------------------------- | --------------------------- |
| Num                         | Coureuse                    | Pos                         |
| 131                         | Michela Balducci (ITA)      | AB                          |
| 132                         | Giorgia Bariani (ITA)       | 35e                         |
| 133                         | Elisa Dalla Valle (ITA)     | 112e                        |
| 134                         | Greta Marturano (ITA)       | 12e                         |
| 135                         | Gaia Masetti (ITA)          | 109e                        |
| 136                         | Debora Silvestri (ITA)      | 17e                         |

| Laboral Kutxa-Fundación Euskadi LKF | Laboral Kutxa-Fundación Euskadi LKF | Laboral Kutxa-Fundación Euskadi LKF |
| ----------------------------------- | ----------------------------------- | ----------------------------------- |
| Num                                 | Coureuse                            | Pos                                 |
| 141                                 | Elena Cuenca (ESP)                  | AB                                  |
| 142                                 | Irantzu Beloki (ESP)                | AB                                  |
| 143                                 | Idoia Eraso (ESP)                   | 90e                                 |
| 144                                 | Usoa Ostolaza (ESP)                 | 72e                                 |
| 145                                 | Nekane Gomez (ESP)                  | AB                                  |
| 146                                 | Ainhize Barrainkua (ESP)            | AB                                  |

| Eneicat-RBH EIC | Eneicat-RBH EIC     | Eneicat-RBH EIC |
| --------------- | ------------------- | --------------- |
| Num             | Coureuse            | Pos             |
| 151             | Ziortza Isasi (ESP) | 121e            |
| 152             | Anna Baidak (RUS)   | 77e             |
| 153             | Varvara Fasoi (GRE) | AB              |
| 154             | Maria Tobias (MEX)  | AB              |

| Massi Tactic MAT | Massi Tactic MAT                   | Massi Tactic MAT |
| ---------------- | ---------------------------------- | ---------------- |
| Num              | Coureuse                           | Pos              |
| 161              | Vita Heine (NOR)                   | 15e              |
| 162              | Špela Kern (SLO)                   | 20e              |
| 163              | Agua Marina Espínola (PAR) (route) | AB               |
| 164              | Olivia Baril (CAN)                 | 42e              |
| 165              | Patricia Ortega Ruiz (ESP)         | 54e              |
| 166              | Emma Grant (GBR)                   | 79e              |

| Río Miera-Cantabria Deporte RMC | Río Miera-Cantabria Deporte RMC | Río Miera-Cantabria Deporte RMC |
| ------------------------------- | ------------------------------- | ------------------------------- |
| Num                             | Coureuse                        | Pos                             |
| 171                             | Fie Østerby                     | 88e                             |
| 172                             | Elisabet Escursell Valero (ESP) | 78e                             |
| 173                             | Eva Anguela (ESP)               | AB                              |
| 174                             | Isabel Martin (ESP)             | AB                              |
| 175                             | Alba Leonardo (ESP)             | AB                              |
| 176                             | Paula Diaz (ESP)                | 122e                            |

| Liv Racing LIV | Liv Racing LIV             | Liv Racing LIV |
| -------------- | -------------------------- | -------------- |
| Num            | Coureuse                   | Pos            |
| 181            | Sofia Bertizzolo (ITA)     | 8e             |
| 182            | Marta Jaskulska (POL)      | 67e            |
| 184            | Soraya Paladin (ITA)       | 32e            |
| 185            | Pauliena Rooijakkers (NED) | 27e            |
| 186            | Sabrina Stultiens (NED)    | 53e            |

| Sopela Women's Team SWT | Sopela Women's Team SWT        | Sopela Women's Team SWT |
| ----------------------- | ------------------------------ | ----------------------- |
| Num                     | Coureuse                       | Pos                     |
| 191                     | Naia Amondarain Gazañaga (ESP) | 116e                    |
| 192                     | Maria Banlles Santamaria (ESP) | 115e                    |
| 193                     | Adriana San Roman (ESP)        | AB                      |
| 194                     | Emma Ortiz (ESP)               | AB                      |
| 195                     | Maria Gomez Ijalba (ESP)       | AB                      |
| 196                     | Carla Pruñonosa (ESP)          | AB                      |

| Centre mondial du cyclisme WCC | Centre mondial du cyclisme WCC | Centre mondial du cyclisme WCC |
| ------------------------------ | ------------------------------ | ------------------------------ |
| Num                            | Coureuse                       | Pos                            |
| 201                            | Alessia Vigilia (ITA)          | 110e                           |
| 202                            | Sara Cueto (ESP)               | AB                             |
| 203                            | Tereza Neumanová (CZE)         | 11e                            |
| 204                            | Małgorzata Jasińska (POL)      | 104e                           |
| 205                            | Luciana Roland (ARG)           | 111e                           |
| 206                            | Nicole Hanselmann (SUI)        | 89e                            |

| Rally Cycling RLW | Rally Cycling RLW             | Rally Cycling RLW |
| ----------------- | ----------------------------- | ----------------- |
| Num               | Coureuse                      | Pos               |
| 211               | Kristabel Doebel-Hickok (USA) | 10e               |
| 212               | Sara Poidevin (CAN)           | 103e              |
| 213               | Leigh Ann Ganzar (USA)        | AB                |
| 214               | Heidi Franz (USA)             | 102e              |
| 215               | Katie Clouse (USA)            | 16e               |
| 216               | Holly Breck (USA)             | AB                |

| Doltcini-Van Eyck-Proximus DVE | Doltcini-Van Eyck-Proximus DVE | Doltcini-Van Eyck-Proximus DVE |
| ------------------------------ | ------------------------------ | ------------------------------ |
| Num                            | Coureuse                       | Pos                            |
| 221                            | Olha Kulynych (UKR)            | 34e                            |
| 222                            | Minke Bakker (NED)             | AB                             |
| 223                            | Nicole Steigenga (NED)         | 118e                           |
| 226                            | Christina Schweinberger (AUT)  | 61e                            |

| Farto-BTC FAR | Farto-BTC FAR                 | Farto-BTC FAR |
| ------------- | ----------------------------- | ------------- |
| Num           | Coureuse                      | Pos           |
| 231           | Sara Bonillo Talens (ESP)     | AB            |
| 232           | Maria Del Pilar Jimenez (ESP) | AB            |
| 233           | Melissa Maia (POR) (route)    | 76e           |
| 234           | Agnieta Francke (NED)         | 98e           |
| 235           | Diana Pedrosa (POR)           | AB            |
| 236           | Cristina Pujol (ESP)          | AB            |

| Stade Rochelais Charente-Maritime CMW | Stade Rochelais Charente-Maritime CMW | Stade Rochelais Charente-Maritime CMW |
| ------------------------------------- | ------------------------------------- | ------------------------------------- |
| Num                                   | Coureuse                              | Pos                                   |
| 241                                   | Annabel Fisher (GBR)                  | AB                                    |
| 242                                   | Manon Souyris (FRA)                   | 52e                                   |
| 243                                   | Noemi Rüegg (SUI)                     | 50e                                   |
| 244                                   | India Grangier (FRA)                  | 56e                                   |
| 245                                   | Noémie Abgrall (FRA)                  | 99e                                   |
| 246                                   | Maëva Squiban (FRA)                   | 107e                                  |

| Cogeas-Mettler-Look Pro Cycling Team CGS | Cogeas-Mettler-Look Pro Cycling Team CGS | Cogeas-Mettler-Look Pro Cycling Team CGS |
| ---------------------------------------- | ---------------------------------------- | ---------------------------------------- |
| Num                                      | Coureuse                                 | Pos                                      |
| 251                                      | Aigul Gareeva (RUS)                      | 71e                                      |
| 252                                      | Tamara Dronova (RUS)                     | 33e                                      |
| 254                                      | Gulnaz Khatuntseva (RUS)                 | AB                                       |
| 255                                      | Olga Zabelinskaïa (UZB)                  | 18e                                      |
| 256                                      | Petra Stiasny (SUI)                      | 45e                                      |

| Instafund Racing ILP | Instafund Racing ILP      | Instafund Racing ILP |
| -------------------- | ------------------------- | -------------------- |
| Num                  | Coureuse                  | Pos                  |
| 261                  | Rotem Gafinovitz (ISR)    | 64e                  |
| 262                  | Vera Looser (NAM) (route) | 84e                  |
| 263                  | Caroline Baur (SUI)       | 49e                  |
| 264                  | Gillian Ellsay (CAN)      | AB                   |
| 265                  | Rachel Langdon (GBR)      | 55e                  |
| 266                  | Isabella Bertold (CAN)    | 74e                  |

| Vipeq ___ | Vipeq ___               | Vipeq ___ |
| --------- | ----------------------- | --------- |
| Num       | Coureuse                | Pos       |
| 271       | Ana Gago (ESP)          | AB        |
| 272       | Camila Ayala (ARG)      | 117e      |
| 273       | Carlota Perurena (ESP)  | AB        |
| 274       | Mariela Farabello (ESP) | AB        |
| 275       | Muskilda Olortiz (ESP)  | AB        |
| 276       | Cynthia Martinez (ESP)  | AB        |

| Lviv Cycling Team LCW | Lviv Cycling Team LCW   | Lviv Cycling Team LCW |
| --------------------- | ----------------------- | --------------------- |
| Num                   | Coureuse                | Pos                   |
| 281                   | Hanna Solovey (UKR)     | 36e                   |
| 282                   | Bronwyn Macgregor (NZL) | 75e                   |
| 283                   | Naomi de Roeck (BEL)    | 97e                   |
| 284                   | Margarita Lopez (ESP)   | AB                    |
| 286                   | Sofiia Shevchenko (UKR) | AB                    |

| Movistar Team MOV | Movistar Team MOV                  | Movistar Team MOV |
| ----------------- | ---------------------------------- | ----------------- |
| Num               | Coureuse                           | Pos               |
| 1                 | Annemiek van Vleuten (NED) (route) | 3e                |
| 2                 | Jelena Erić (SRB)                  | 69e               |
| 3                 | Alicia González (ESP)              | 94e               |
| 4                 | Sheyla Gutiérrez (ESP)             | 65e               |
| 5                 | Sara Martín (ESP)                  | 87e               |
| 6                 | Lourdes Oyarbide (ESP)             | 68e               |

| Team BikeExchange BEX | Team BikeExchange BEX   | Team BikeExchange BEX |
| --------------------- | ----------------------- | --------------------- |
| Num                   | Coureuse                | Pos                   |
| 11                    | Grace Brown (AUS)       | 4e                    |
| 12                    | Sarah Roy (AUS) (route) | 40e                   |
| 13                    | Moniek Tenniglo (NED)   | 105e                  |
| 14                    | Arianna Fidanza (ITA)   | 63e                   |
| 15                    | Teniel Campbell (TTO)   | 93e                   |
| 16                    | Jessica Allen (AUS)     | 95e                   |

| SD Worx SDW | SD Worx SDW              | SD Worx SDW |
| ----------- | ------------------------ | ----------- |
| Num         | Coureuse                 | Pos         |
| 21          | Demi Vollering (NED)     | 5e          |
| 22          | Anna Shackley (GBR)      | 23e         |
| 23          | Elena Cecchini (ITA)     | 60e         |
| 24          | Niamh Fisher-Black (NZL) | 13e         |
| 25          | Ashleigh Moolman (RSA)   | 21e         |
| 26          | Karol-Ann Canuel (CAN)   | 41e         |

| Trek-Segafredo TFS | Trek-Segafredo TFS                 | Trek-Segafredo TFS |
| ------------------ | ---------------------------------- | ------------------ |
| Num                | Coureuse                           | Pos                |
| 31                 | Lucinda Brand (NED)                | 14e                |
| 32                 | Amalie Dideriksen (DEN)            | 81e                |
| 33                 | Lauretta Hanson (AUS)              | 43e                |
| 34                 | Elisa Longo Borghini (ITA) (route) | 29e                |
| 35                 | Tayler Wiles (USA)                 | 70e                |
| 36                 | Ruth Edwards (USA)                 | 2e                 |

| Alé BTC Ljubljana ALE | Alé BTC Ljubljana ALE     | Alé BTC Ljubljana ALE |
| --------------------- | ------------------------- | --------------------- |
| Num                   | Coureuse                  | Pos                   |
| 41                    | Mavi García (ESP) (route) | 24e                   |
| 42                    | Tatiana Guderzo (ITA)     | 101e                  |
| 43                    | Sophie Wright (GBR)       | 58e                   |
| 44                    | Laura Tomasi (ITA)        | 100e                  |
| 45                    | Anastasia Chursina (RUS)  | 85e                   |
| 46                    | Marta Bastianelli (ITA)   | 51e                   |

| FDJ-Nouvelle Aquitaine-Futuroscope FDJ | FDJ-Nouvelle Aquitaine-Futuroscope FDJ | FDJ-Nouvelle Aquitaine-Futuroscope FDJ |
| -------------------------------------- | -------------------------------------- | -------------------------------------- |
| Num                                    | Coureuse                               | Pos                                    |
| 51                                     | Marta Cavalli (ITA)                    | 6e                                     |
| 52                                     | Clara Copponi (FRA)                    | 83e                                    |
| 53                                     | Eugénie Duval (FRA)                    | 39e                                    |
| 54                                     | Emilia Fahlin (SWE)                    | 7e                                     |
| 55                                     | Cecilie Uttrup Ludwig (DEN)            | 28e                                    |
| 56                                     | Victorie Guilman (FRA)                 | 92e                                    |

| Ceratizit-WNT Pro Cycling WNT | Ceratizit-WNT Pro Cycling WNT | Ceratizit-WNT Pro Cycling WNT |
| ----------------------------- | ----------------------------- | ----------------------------- |
| Num                           | Coureuse                      | Pos                           |
| 61                            | Erica Magnaldi (ITA)          | 19e                           |
| 62                            | Marta Lach (POL) (route)      | 30e                           |
| 63                            | Kathrin Hammes (GER)          | 37e                           |
| 64                            | Laura Asencio (FRA)           | 91e                           |
| 65                            | Sarah Rijkes (AUT)            | AB                            |
| 66                            | Lara Vieceli (ITA)            | 57e                           |

| Bepink BPK | Bepink BPK              | Bepink BPK |
| ---------- | ----------------------- | ---------- |
| Num        | Coureuse                | Pos        |
| 71         | Silvia Zanardi (ITA)    | 86e        |
| 72         | Matilde Vitillo (ITA)   | 114e       |
| 73         | Vania Canvelli (ITA)    | 120e       |
| 74         | Nora Jenčušová (SVK)    | AB         |
| 75         | Nadia Quagliotto (ITA)  | 59e        |
| 76         | Michaela Drummond (NZL) | 119e       |

| Valcar-Travel & Service VAL | Valcar-Travel & Service VAL | Valcar-Travel & Service VAL |
| --------------------------- | --------------------------- | --------------------------- |
| Num                         | Coureuse                    | Pos                         |
| 91                          | Alice Maria Arzuffi (ITA)   | 62e                         |
| 92                          | Silvia Magri (ITA)          | 48e                         |
| 93                          | Ilaria Sanguineti (ITA)     | 47e                         |
| 94                          | Federica Piergiovanni (ITA) | 31e                         |
| 95                          | Margaux Vigié (FRA)         | 82e                         |
| 96                          | Elena Pirrone (ITA)         | 113e                        |

| Canyon-SRAM Racing CSR | Canyon-SRAM Racing CSR      | Canyon-SRAM Racing CSR |
| ---------------------- | --------------------------- | ---------------------- |
| Num                    | Coureuse                    | Pos                    |
| 101                    | Ella Harris (NZL)           | 66e                    |
| 102                    | Hannah Barnes (GBR)         | 9e                     |
| 103                    | Tiffany Cromwell (AUS)      | 26e                    |
| 104                    | Elise Chabbey (SUI) (route) | 25e                    |
| 105                    | Mikayla Harvey (NZL)        | 46e                    |
| 106                    | Omer Shapira (ISR) (route)  | 44e                    |

| A.R. Monex Women's ASA | A.R. Monex Women's ASA  | A.R. Monex Women's ASA |
| ---------------------- | ----------------------- | ---------------------- |
| Num                    | Coureuse                | Pos                    |
| 111                    | Eider Merino (ESP)      | 22e                    |
| 113                    | Mariia Miliaeva (RUS)   | 106e                   |
| 114                    | Arlenis Sierra (CUB)    | 1re                    |
| 115                    | Ariadna Gutiérrez (MEX) | 38e                    |
| 116                    | Andrea Ramírez (MEX)    | 96e                    |

| Macogep Tornatech MTG | Macogep Tornatech MTG   | Macogep Tornatech MTG |
| --------------------- | ----------------------- | --------------------- |
| Num                   | Coureuse                | Pos                   |
| 121                   | Kerry Jonker (RSA)      | AB                    |
| 122                   | Morgane Coston (FRA)    | 73e                   |
| 123                   | Luce Bourbeau (CAN)     | 80e                   |
| 124                   | Callie Swan (CAN)       | AB                    |
| 125                   | Balladyne Tritsch (FRA) | AB                    |
| 126                   | Lucie Liboreau (FRA)    | 108e                  |

| Top Girls Fassa Bortolo TOP | Top Girls Fassa Bortolo TOP | Top Girls Fassa Bortolo TOP |
| --------------------------- | --------------------------- | --------------------------- |
| Num                         | Coureuse                    | Pos                         |
| 131                         | Michela Balducci (ITA)      | AB                          |
| 132                         | Giorgia Bariani (ITA)       | 35e                         |
| 133                         | Elisa Dalla Valle (ITA)     | 112e                        |
| 134                         | Greta Marturano (ITA)       | 12e                         |
| 135                         | Gaia Masetti (ITA)          | 109e                        |
| 136                         | Debora Silvestri (ITA)      | 17e                         |

| Laboral Kutxa-Fundación Euskadi LKF | Laboral Kutxa-Fundación Euskadi LKF | Laboral Kutxa-Fundación Euskadi LKF |
| ----------------------------------- | ----------------------------------- | ----------------------------------- |
| Num                                 | Coureuse                            | Pos                                 |
| 141                                 | Elena Cuenca (ESP)                  | AB                                  |
| 142                                 | Irantzu Beloki (ESP)                | AB                                  |
| 143                                 | Idoia Eraso (ESP)                   | 90e                                 |
| 144                                 | Usoa Ostolaza (ESP)                 | 72e                                 |
| 145                                 | Nekane Gomez (ESP)                  | AB                                  |
| 146                                 | Ainhize Barrainkua (ESP)            | AB                                  |

| Eneicat-RBH EIC | Eneicat-RBH EIC     | Eneicat-RBH EIC |
| --------------- | ------------------- | --------------- |
| Num             | Coureuse            | Pos             |
| 151             | Ziortza Isasi (ESP) | 121e            |
| 152             | Anna Baidak (RUS)   | 77e             |
| 153             | Varvara Fasoi (GRE) | AB              |
| 154             | Maria Tobias (MEX)  | AB              |

| Massi Tactic MAT | Massi Tactic MAT                   | Massi Tactic MAT |
| ---------------- | ---------------------------------- | ---------------- |
| Num              | Coureuse                           | Pos              |
| 161              | Vita Heine (NOR)                   | 15e              |
| 162              | Špela Kern (SLO)                   | 20e              |
| 163              | Agua Marina Espínola (PAR) (route) | AB               |
| 164              | Olivia Baril (CAN)                 | 42e              |
| 165              | Patricia Ortega Ruiz (ESP)         | 54e              |
| 166              | Emma Grant (GBR)                   | 79e              |

| Río Miera-Cantabria Deporte RMC | Río Miera-Cantabria Deporte RMC | Río Miera-Cantabria Deporte RMC |
| ------------------------------- | ------------------------------- | ------------------------------- |
| Num                             | Coureuse                        | Pos                             |
| 171                             | Fie Østerby                     | 88e                             |
| 172                             | Elisabet Escursell Valero (ESP) | 78e                             |
| 173                             | Eva Anguela (ESP)               | AB                              |
| 174                             | Isabel Martin (ESP)             | AB                              |
| 175                             | Alba Leonardo (ESP)             | AB                              |
| 176                             | Paula Diaz (ESP)                | 122e                            |

| Liv Racing LIV | Liv Racing LIV             | Liv Racing LIV |
| -------------- | -------------------------- | -------------- |
| Num            | Coureuse                   | Pos            |
| 181            | Sofia Bertizzolo (ITA)     | 8e             |
| 182            | Marta Jaskulska (POL)      | 67e            |
| 184            | Soraya Paladin (ITA)       | 32e            |
| 185            | Pauliena Rooijakkers (NED) | 27e            |
| 186            | Sabrina Stultiens (NED)    | 53e            |

| Sopela Women's Team SWT | Sopela Women's Team SWT        | Sopela Women's Team SWT |
| ----------------------- | ------------------------------ | ----------------------- |
| Num                     | Coureuse                       | Pos                     |
| 191                     | Naia Amondarain Gazañaga (ESP) | 116e                    |
| 192                     | Maria Banlles Santamaria (ESP) | 115e                    |
| 193                     | Adriana San Roman (ESP)        | AB                      |
| 194                     | Emma Ortiz (ESP)               | AB                      |
| 195                     | Maria Gomez Ijalba (ESP)       | AB                      |
| 196                     | Carla Pruñonosa (ESP)          | AB                      |

| Centre mondial du cyclisme WCC | Centre mondial du cyclisme WCC | Centre mondial du cyclisme WCC |
| ------------------------------ | ------------------------------ | ------------------------------ |
| Num                            | Coureuse                       | Pos                            |
| 201                            | Alessia Vigilia (ITA)          | 110e                           |
| 202                            | Sara Cueto (ESP)               | AB                             |
| 203                            | Tereza Neumanová (CZE)         | 11e                            |
| 204                            | Małgorzata Jasińska (POL)      | 104e                           |
| 205                            | Luciana Roland (ARG)           | 111e                           |
| 206                            | Nicole Hanselmann (SUI)        | 89e                            |

| Rally Cycling RLW | Rally Cycling RLW             | Rally Cycling RLW |
| ----------------- | ----------------------------- | ----------------- |
| Num               | Coureuse                      | Pos               |
| 211               | Kristabel Doebel-Hickok (USA) | 10e               |
| 212               | Sara Poidevin (CAN)           | 103e              |
| 213               | Leigh Ann Ganzar (USA)        | AB                |
| 214               | Heidi Franz (USA)             | 102e              |
| 215               | Katie Clouse (USA)            | 16e               |
| 216               | Holly Breck (USA)             | AB                |

| Doltcini-Van Eyck-Proximus DVE | Doltcini-Van Eyck-Proximus DVE | Doltcini-Van Eyck-Proximus DVE |
| ------------------------------ | ------------------------------ | ------------------------------ |
| Num                            | Coureuse                       | Pos                            |
| 221                            | Olha Kulynych (UKR)            | 34e                            |
| 222                            | Minke Bakker (NED)             | AB                             |
| 223                            | Nicole Steigenga (NED)         | 118e                           |
| 226                            | Christina Schweinberger (AUT)  | 61e                            |

| Farto-BTC FAR | Farto-BTC FAR                 | Farto-BTC FAR |
| ------------- | ----------------------------- | ------------- |
| Num           | Coureuse                      | Pos           |
| 231           | Sara Bonillo Talens (ESP)     | AB            |
| 232           | Maria Del Pilar Jimenez (ESP) | AB            |
| 233           | Melissa Maia (POR) (route)    | 76e           |
| 234           | Agnieta Francke (NED)         | 98e           |
| 235           | Diana Pedrosa (POR)           | AB            |
| 236           | Cristina Pujol (ESP)          | AB            |

| Stade Rochelais Charente-Maritime CMW | Stade Rochelais Charente-Maritime CMW | Stade Rochelais Charente-Maritime CMW |
| ------------------------------------- | ------------------------------------- | ------------------------------------- |
| Num                                   | Coureuse                              | Pos                                   |
| 241                                   | Annabel Fisher (GBR)                  | AB                                    |
| 242                                   | Manon Souyris (FRA)                   | 52e                                   |
| 243                                   | Noemi Rüegg (SUI)                     | 50e                                   |
| 244                                   | India Grangier (FRA)                  | 56e                                   |
| 245                                   | Noémie Abgrall (FRA)                  | 99e                                   |
| 246                                   | Maëva Squiban (FRA)                   | 107e                                  |

| Cogeas-Mettler-Look Pro Cycling Team CGS | Cogeas-Mettler-Look Pro Cycling Team CGS | Cogeas-Mettler-Look Pro Cycling Team CGS |
| ---------------------------------------- | ---------------------------------------- | ---------------------------------------- |
| Num                                      | Coureuse                                 | Pos                                      |
| 251                                      | Aigul Gareeva (RUS)                      | 71e                                      |
| 252                                      | Tamara Dronova (RUS)                     | 33e                                      |
| 254                                      | Gulnaz Khatuntseva (RUS)                 | AB                                       |
| 255                                      | Olga Zabelinskaïa (UZB)                  | 18e                                      |
| 256                                      | Petra Stiasny (SUI)                      | 45e                                      |

| Instafund Racing ILP | Instafund Racing ILP      | Instafund Racing ILP |
| -------------------- | ------------------------- | -------------------- |
| Num                  | Coureuse                  | Pos                  |
| 261                  | Rotem Gafinovitz (ISR)    | 64e                  |
| 262                  | Vera Looser (NAM) (route) | 84e                  |
| 263                  | Caroline Baur (SUI)       | 49e                  |
| 264                  | Gillian Ellsay (CAN)      | AB                   |
| 265                  | Rachel Langdon (GBR)      | 55e                  |
| 266                  | Isabella Bertold (CAN)    | 74e                  |

| Vipeq ___ | Vipeq ___               | Vipeq ___ |
| --------- | ----------------------- | --------- |
| Num       | Coureuse                | Pos       |
| 271       | Ana Gago (ESP)          | AB        |
| 272       | Camila Ayala (ARG)      | 117e      |
| 273       | Carlota Perurena (ESP)  | AB        |
| 274       | Mariela Farabello (ESP) | AB        |
| 275       | Muskilda Olortiz (ESP)  | AB        |
| 276       | Cynthia Martinez (ESP)  | AB        |

| Lviv Cycling Team LCW | Lviv Cycling Team LCW   | Lviv Cycling Team LCW |
| --------------------- | ----------------------- | --------------------- |
| Num                   | Coureuse                | Pos                   |
| 281                   | Hanna Solovey (UKR)     | 36e                   |
| 282                   | Bronwyn Macgregor (NZL) | 75e                   |
| 283                   | Naomi de Roeck (BEL)    | 97e                   |
| 284                   | Margarita Lopez (ESP)   | AB                    |
| 286                   | Sofiia Shevchenko (UKR) | AB                    |